# Dolina Czerwone Piaski

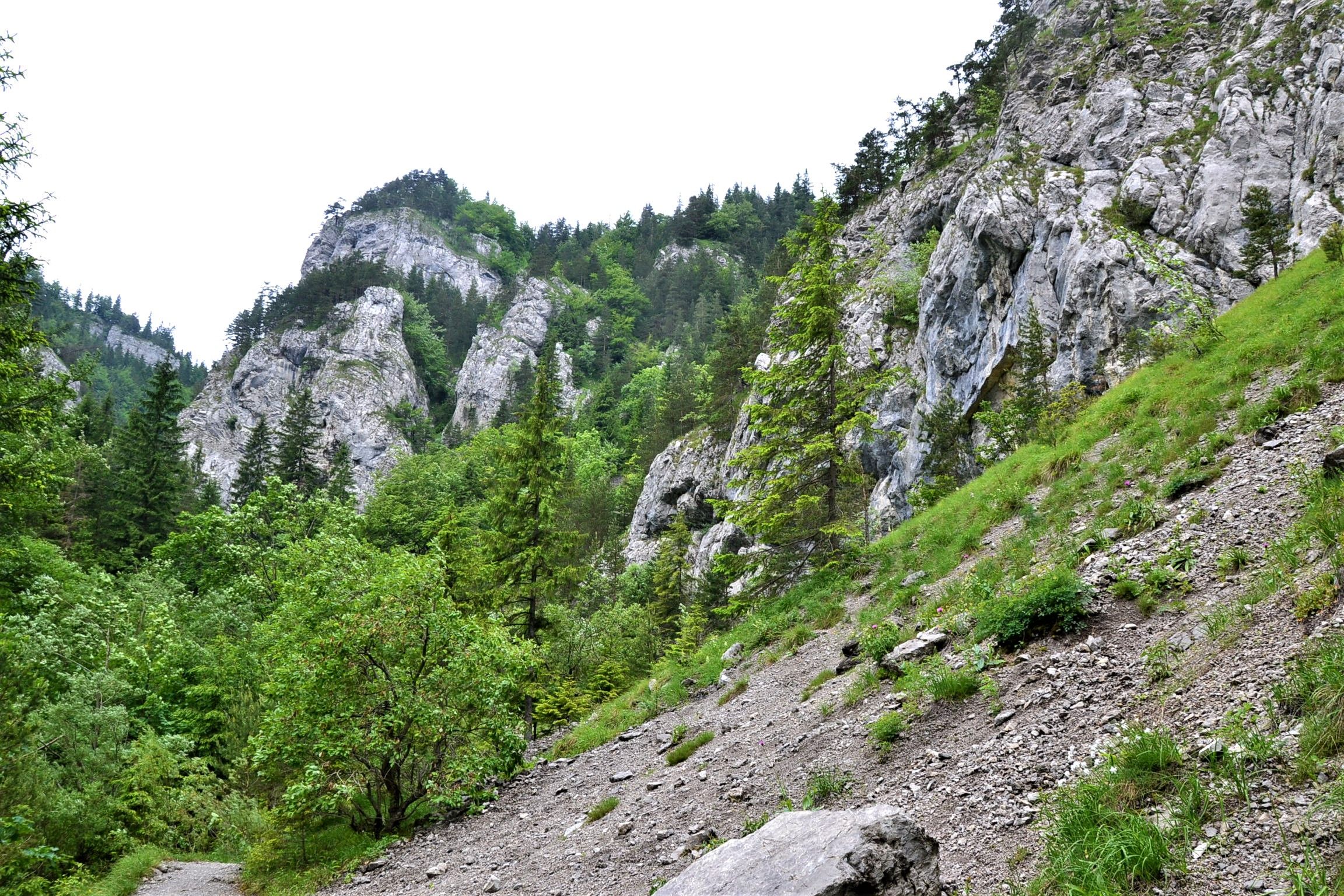
Dolina Czerwone Piaski

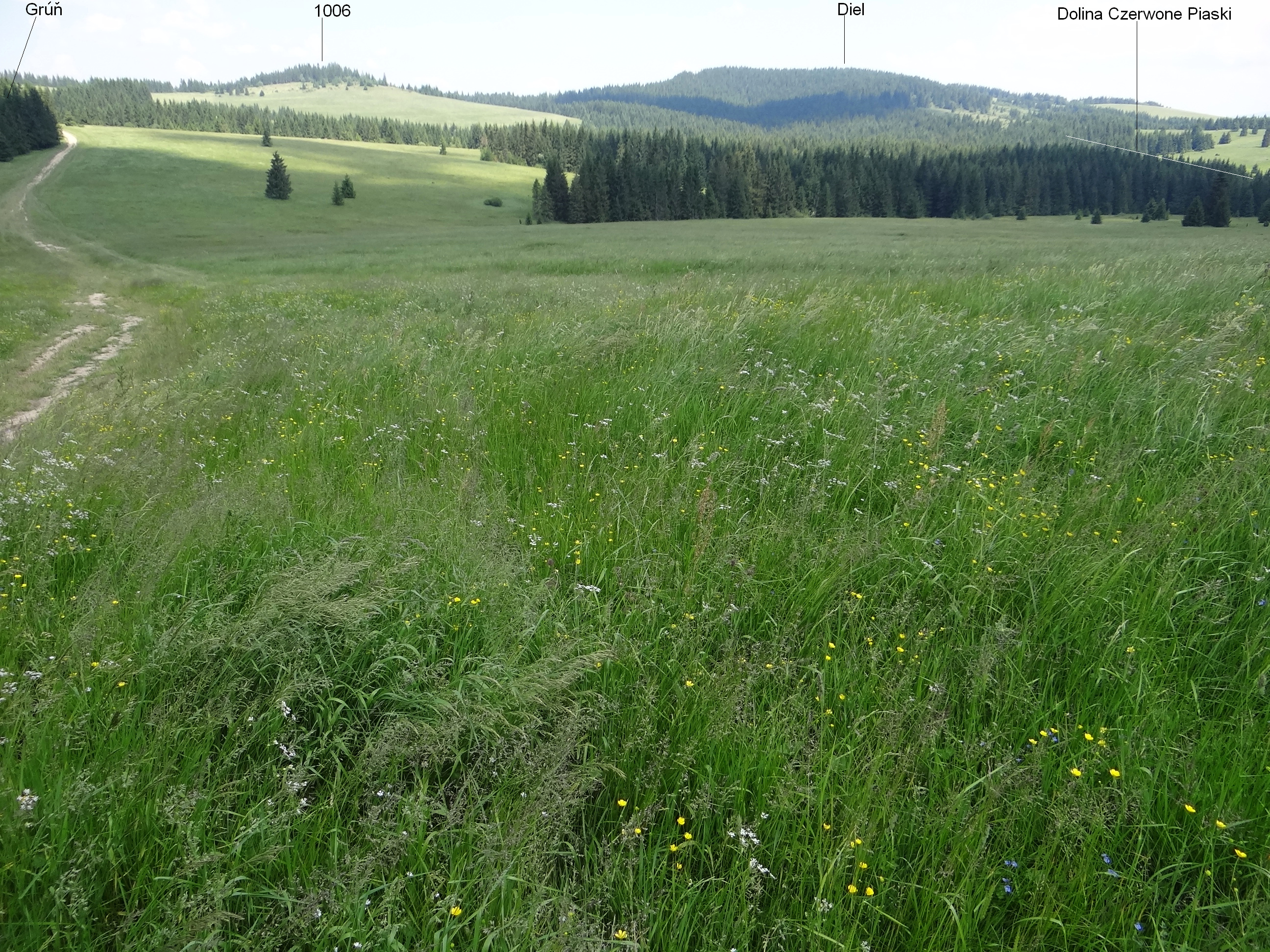
Widok z podejścia na Łomy

Dolina Czerwone Piaski (słow. Červené piesky) - krótka (ok. 400 m) dolina we wschodniej części Gór Choczańskich. Stanowi prawą (orograficznie) odnogę Doliny Prosieckiej. Leży w granicach rezerwatu przyrody Prosiecka dolina.
Spływający doliną potok ma swe źródła na południowych zboczach góry Diel (1051 m) na zachodnim krańcu Pogórza Orawskiego. Płynie on generalnie w kierunku południowym nieco na zachód od kotliny Svoradu. Dolna część Doliny Czerwone Piaski jest otoczona stromymi zboczami i zamknięta wysokim skalnym progiem tworzonym przez skały Španiej – północno-wschodniego ramienia Łomów. Z owego progu potok spada wysokim na ok. 15 m wodospadem Czerwone Piaski. Poniżej wodospadu woda po kilkudziesięciu metrach znika w skalnym podłożu, a dolinka niżej jest sucha. Część doliny powyżej progu nosi nazwę Skalnej Doliny (słow. Skalná dolina).

## Flora
Flora dolinki jest bogata i urozmaicona, zwłaszcza jeśli chodzi o rośliny zielne. W załomach i szczerbinach skalnych ścian obficie kwitną pierwiosnek łyszczak, skalnica gronkowa, goryczka Kluzjusza, dzwonek drobny, miejscami rzadki aster alpejski. Na piarżkach i osypiskach u stóp wapiennych ścian oraz na płatach ubogich muraw znajdziemy chabra barwnego, kołotocznika wierzbolistnego, omana wąskolistnego, koniklecę czubatą, sasankę słowacką, a w wilgotniejszych miejscach przy korycie potoku również tojada dzióbatego.